# Aberdeenshire (histórico)
Aberdeenshire o Condado de Aberdeen (del gaélico escocés: Siorrachd Obar Dheathain), (del escocés (lengua germánica): Coontie o Aiberdeen) era un condado de Escocia. Esta área (excluyendo la misma Aberdeen) es también un área municipal.
Hasta 1975, Aberdeenshire fue uno de los condados tradicionales de Escocia, gobernados por un concejo de condado desde 1890. Los límites de este condado fueron ajustados por los comisionados para los límites designados por la Ley de Gobierno Local de 1889 que estableció el concejo del condado. En 1900, la ciudad de Aberdeen se convirtió en condado de una ciudad y fue removida de este condado.
El condado limitaba con Kincardineshire, Angus y Perthshire al sur, Inverness-shire y Banffshire al oeste, y con el Mar del Norte al este y al norte. Tiene una costa de 105 km.
El escudo de armas del Concejo del Condado de Aberdeenshire fue otorgado en 1890. Los cuatro cuartos representaba a las áreas de Buchan, Mar y Strathbogie.
En 1975 la Ley de Gobierno Local de 1973 reorganizó la administración local en Escocia en un sistema de dos regiones y distritos escalonados. Aberdeenshire, junto con la ciudad de  Aberdeen, Banffshire, Kincardineshire y la mayor parte de Morayshire fueron fusionadas para formar la Región de Grampian, con el antiguo condado habiendo sido dividido entre los distritos de Aberdeen, Banff and Buchan, Gordon y  Kincardine and Deeside.

## Ciudades y poblaciones
- Aberchirder
- Aboyne
- Ballater
- Braemar
- Daviot
- Ellon
- Fraserburgh
- Fyvie
- Huntly
- Inverbervie
- Inverurie
- Kintore
- Logie Coldstone
- Lonmay
- Maud
- Mintlaw
- New Deer
- Old Deer
- Oldmeldrum
- Peterhead
- Portlethen
- Portsoy
- Rosehearty
- St. Comb's
- Stonehaven
- Tarland
- Westhill